# Silo (strip)
Silo is een striproman van Olivier Ledroit. Olivier Ledroit is verantwoordelijk voor het scenario en ook voor de tekeningen. De roman is uitgegeven door Blitz.

## Verhaal
In de 23 eeuw vindt er een oorlog plaats tussen de aarde en koloniën die zich gevestigd hebben op de maan. De bevolking is voor 99% vernietigd. Slechts enkelen weten in ondergrondse schuilplaatsen te overleven. Silo is een van deze ondergrondse steden. Mensen gaan in overwinteringscapsules om de nucleaire oorlog te overleven.

## Album
| 1 |  | De bestraalden | 1998-2000 |